# Astaena maqueta
Astaena maqueta är en skalbaggsart som beskrevs av Saylor 1947. Astaena maqueta ingår i släktet Astaena och familjen Melolonthidae. Inga underarter finns listade.